# Estonská pravoslavná církev Moskevského patriarchátu
Estonská pravoslavná církev Moskevského patriarchátu (estonsky Moskva Patriarhaadi Eesti Őigeusu Kirik) je autonomní pravoslavná církev v kanonické jurisdikci Ruské pravoslavné církve.

## Historie

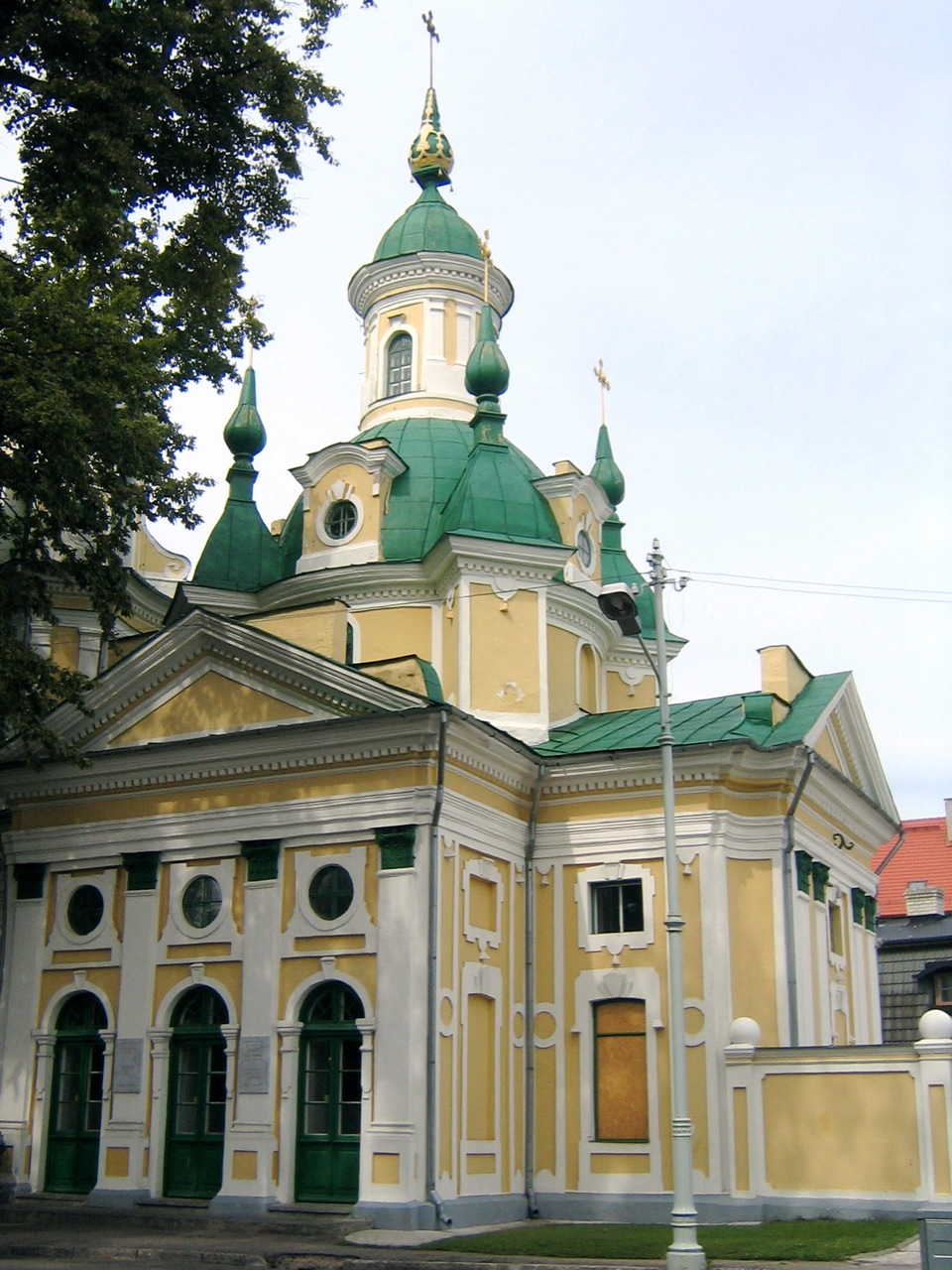
Chrám svaté Kateřiny v Pärnu

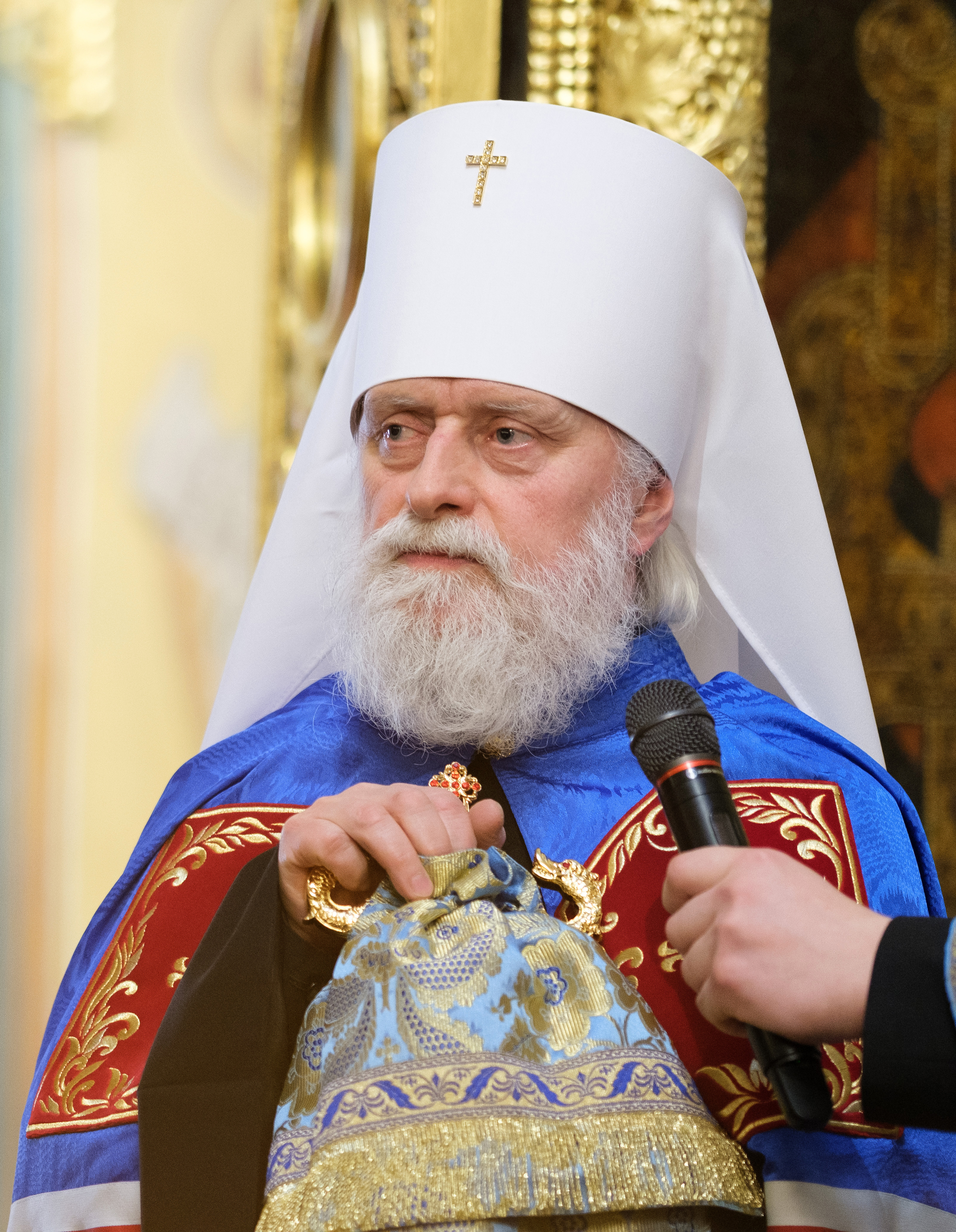
Metropolita Jevgenij (Rešetnikov)

Pravoslaví přišlo do země přes Pskovskou a Novgorodskou Rus. V kontaktních zónách estonských kmenů (zejména Setuků) se pravoslaví udrželo do dnešních dnů. Setukové zůstali pravoslavní i přes rostoucí vliv křižáků.
Severozápadní část země přijala luteránství (jedna z větví protestantismu). Současné odhady náboženského složení obyvatel Estonska jsou rozporuplné. Podle sčítání lidu z roku 2000 je pravoslavných méně než protestantů. Pravoslaví je geograficky rozšířené na východě a severu země.
Na začátku roku 1990 se Estonská pravoslavná církev rozdělila na dvě části a to na: Estonskou pravoslavnou církev Moskevského patriarchátu a na Estonskou apoštolskou pravoslavnou církev Konstantinopolského patriarchátu. Rozkol především nastal z důvodu etnicko-jazykových hranic. Většina ruskojazyčných věřících se připojovala k první církvi a estonsky mluvící k druhé církvi.
Kromě těchto církví se v Estonsku udržuje silná komunita starověrců.

## Současná situace
Estonská pravoslavná církev Moskevského patriarchátu se rozděluje do 33 farností.
K roku 2013 měla 59 duchovních: 45 kněží a 14 jáhnů.
Od 29. května 2018 je hlavou církve metropolita Tallinnský a celého Estonska Jevgenij (Rešetnikov).
Dne 27. května 2009 rozhodnutím Svatého synodu Ruské pravoslavné církve byl zřízen post biskupa vikáře, kterým se stal archimandrita Makarovského monastýru v Saransku Lazar (Gurkin).

## Seznam biskupů a metropolitů
- Sergij (Voskresenskij) (1941–1944)
- Pavlo (Dmytrovskyj) (1945–1946)
- Isidor (Bogojavlenskij) (1947–1949)
- Roman (Tang) (1950–1955)
- Ioann (Alexejev) (1955–1961)
- Alexij (Rüdiger) (1961–1986)
- Kornelius (Jakobs) (1992–2018)
- Jevgenij (Rešetnikov) (od 2018)

## Eparchie
- Eparchie narvská
- Eparchie tallinská